# Ėskadron gusar letučich
Ėskadron gusar letučich (Эскадрон гусар летучих) è un film del 1980 diretto da Nikita Chubov e Stanislav Iosifovič Rostockij.

## Trama
Il film racconta il poeta talentuoso, affascinante, coraggioso ed energico Denis Davydov, che durante la sua vita è diventato una leggenda.